# Madasun
Madasun è stato un gruppo musicale britannico femminile formato nel 1997 e attivo fino al 2001. Il trio è celebre per il singolo Don't You Worry.

## Storia del gruppo
Il gruppo nacque come quintetto nel 1997. Le cinque ragazze, allora prive di contratto discografico, si esibirono come  sostenitrici a gruppi del calibro delle B*Witched e degli Steps.
In seguito all'abbandono da parte di due delle componenti, le tre ragazze rimaste (Vonda Barnes, Abby Norman e Vicky Barrett) decisero di presentarsi al pubblico con il nome Madasun. Il nome fu scelto nel 1999 a seguito dell'eclissi solare avvenuta in quell'anno.
Il gruppo si esibì come  sostenitore dei Boyzone e dei 5ive. Dopo aver firmato un contratto con la V2, nel febbraio del 2000 pubblicò il primo singolo Don't You Worry che raggiunse la numero 14 nel Regno Unito e ottime posizioni nelle classifiche Europee e Australiane. A maggio anche il secondo singolo Walking on Water raggiunse la numero 14 nel Regno Unito. Le Madasun ebbero una certa popolarità anche in Italia, dove vennero invitate ad alcune trasmissioni televisive tra cui il Festivalbar. Ad agosto, il terzo singolo Feel Good raggiunse la numero 29 nel Regno Unito.
A settembre venne pubblicato l'album The Way It Is che non ottenne il successo sperato, raggiungendo solo la numero 67 nel Regno Unito e risultati deludenti anche negli altri paesi europei. Diversamente andò invece in Australia, dove l'album ottenne il disco d'oro.
Successivamente il gruppo, dopo aver fatto da supporter a Robbie Williams, venne licenziato dalla casa discografica. Le tre ragazze, trovandosi senza contratto, nel gennaio del 2001 decisero di sciogliere il gruppo.
Dopo lo scioglimento del gruppo Abby ha ripreso gli studi e si è diplomata all'accademia d'arte di Londra.
La cantante ha incominciato una carriera come fotografa e regista di cinema e teatro, ha inciso inoltre un pezzo da solista e fa parte di un gruppo di attivisti che protegge dalla distruzione le foreste della Tasmania. Vonda si è sposata col produttore televisivo Norman Ross da cui ha avuto 2 bambini. Nel 2009 ha chiesto ufficialmente il divorzio.

## Discografia

### Album in studio
- 2000 – The Way It Is

### Singoli
- 2000 – Don't You Worry
- 2000 – Walking on Water
- 2000 – Feel Good